# Bad Meets Evil
Bad Meets Evil est un groupe de hip-hop américain, originaire de Détroit, dans le Michigan. Formé en 1997, il se compose des rappeurs Royce da 5'9" (Bad) et Eminem (Evil).

## Biographie

### Formation et séparation
Royce da 5'9" et Eminem grandissent tous les deux à Détroit, où ils ont quelques amis communs, comme le rappeur Proof. Ils se rencontrent en 1997 lors d'un concert d'Usher. Encouragés par leur entourage respectif, ils décident de s'associer et de former un groupe. Royce da 5'9" endosse le rôle du bad (« mauvais ») et Eminem celui du evil (« diabolique »). Ils enregistrent alors plusieurs titres ensemble. Eminem signe ensuite avec Dr. Dre, et publie dans la foulée son premier véritable album studio, The Slim Shady LP, en 1999, dans lequel Royce da 5'9" participe au titre Bad Meets Evil.
Alors que Dre travaille sur son album studio intitulé 2001, Eminem lui présente Royce da 5'9", qui devient ghost writer sur le projet. Il écrit et apparaît ainsi sur la version d'origine Xxxplosive (à l'origine Way I Be Pimping) et écrit The Message. Il écrit également pour Dr. Dre d'autres titres comme The Throne Is Mine et Stay in Your Place, qui ne seront finalement pas sur l’album mais inclus plus tard sur des mixtapes comme Pretox. Mais une brouille entre Dr. Dre et le manager de Royce, qui refusera de s'en séparer, provoque la dissolution du groupe. Eminem reste alors avec Dr. Dre.
Royce et Eminem vont ensuite se brouiller personnellement, poussés par D12, le groupe d'Eminem. Royce enregistre alors beaucoup de titres contre D12, sans pour autant inclure Eminem. De son côté, le groupe répond toujours aux attaques, sans qu'Eminem s'en mêle. Les deux rappeurs se réconcilient cependant en 2006, après la mort de leur ami commun, Proof. Dès 2007, ils annoncent qu'ils pourraient à nouveau travailler ensemble. Par ailleurs, Royce renoue avec D12 et apparaît sur leur mixtape Return of the Dozen en 2008, puis sur les projets solos de Kuniva et Bizarre.

### Retour
À la fin de 2003, le rappeur des D12, Proof, se confronte à Royce à l'extérieur d'un club de Détroit. Une bagarre éclate et la police est appelée sur place, qui procède à l'arrestation des deux rappeurs. Les deux parviennent à se réconcilier à la fin de la soirée. Royce et Eminem se réconcilient après le décès de Proof en avril 2006. Eminem explique qu'« après avoir perdu Proof, on s'est aperçu à quel point on a été cons de se chercher comme ça,. »
En 2011, le groupe de Royce, Slaughterhouse, signe au label d'Eminem, Shady Records. Cela permet le retour de Bad Meets Evil avec l'extended play Hell: The Sequel, publié le 14 juin 2011, onze ans après la séparation du groupe. L'album atteint la première place du Billboard 200 et est certifié disque d'or par la Recording Industry Association of America (RIAA) et l'Australian Recording Industry Association (ARIA).
Le single-titre de l'album, Fast Lane, est publié le 3 mai 2011. Il est enregistré par Mike Strange aux Effigy Studios de Ferndale, dans le Michigan. Enregistré quelques mois avant la publication de l'album, la chanson est écrite par Eminem, Royce da 5'9" et Sly « Pyper » Jordan, qui chante également le refrain de la chanson,. Eminem demande à Sly de jouer le refrain, après l'avoir entendu dans le single de Dr. Dre, Kush. Supa Dups et Jason JG Gilbert produisent la chanson ; Eminem et Mike Strange la mixent,. JG et Supa Dups reprennent également leurs propres voix. Ce single est également présent sur la bande-annonce Momentum du jeu vidéo NBA 2K12.
Le second single, Lighters, devait à l'origine être inclus dans le cinquième album de Royce, Success Is Certain, mais le single finit sur Hell: The Sequel. Il est produit par le producteur Battle Roy. Eminem se charge d'écrire le premier verset et Royce du reste. Bad Meets Evil s'envole ensuite pour Los Angeles, pour rejoindre le chanteur Bruno Mars qui a écouté l'album. Eminem et Mars effectuent quelques changements mineurs dans l'arrangement musical. La chanson est enregistrée aux Effigy Studios par Strange, aux Isolation Studios par Asar et aux Levcon Studios (Los Angeles, Californie) par Ari Levine des Smeezingtons. Le 25 mai 2011, à l'annonce de la liste des titres de Hell: The Sequel, Mars est annoncé comme participant au titre Lighters.
En 2014, Bad Meets Evil est présent sur la compilation Shady XV de Shady Records, pour le titre Vegas. En 2015, le duo interprète deux titres sur la bande originale du film La Rage au ventre.

## Discographie

### EP
- 2011 : Hell: The Sequel (Shady / Interscope)

### Singles
- 1999 : Nuttin' to Do
- 1999 : Scary Movies (promotionnel)
- 2011 : Fast Lane
- 2011 : Lighters (featuring Bruno Mars)